# 世界脊骨日
世界脊骨日（World Spine Day）是一个设于每年10月16日的公共健康节日，旨在提倡公众关注脊骨健康。目前，世界每10人中有8人一生中至少面临过一次脊骨健康问题。因不健康的生活习惯，脊骨健康问题有年轻化的趋势。